# Spabrücken
Spabrücken là một đô thị thuộc huyện Bad Kreuznach trong bang Rheinland-Pfalz, phía tây nước Đức. Đô thị Spabrücken có diện tích 16,61 km², dân số thời điểm ngày 31 tháng 12 năm 2006 là 1191 người.